# Almond (condado de Portage, Wisconsin)
Almond es un pueblo ubicado en el condado de Portage en el estado estadounidense de Wisconsin. En el Censo de 2010 tenía una población de 680 habitantes y una densidad poblacional de 6,07 personas por km².

## Geografía
Almond se encuentra ubicado en las coordenadas 44°17′41″N 89°25′28″O / 44.29472, -89.42444. Según la Oficina del Censo de los Estados Unidos, Almond tiene una superficie total de 111.94 km², de la cual 111.39 km² corresponden a tierra firme y (0.49%) 0.54 km² es agua.

## Demografía
Según el censo de 2010, había 680 personas residiendo en Almond. La densidad de población era de 6,07 hab./km². De los 680 habitantes, Almond estaba compuesto por el 98.68% blancos, el 0% eran afroamericanos, el 0.15% eran amerindios, el 0% eran asiáticos, el 0% eran isleños del Pacífico, el 0.29% eran de otras razas y el 0.88% pertenecían a dos o más razas. Del total de la población el 2.94% eran hispanos o latinos de cualquier raza.